# Formica querquetulana
Formica querquetulana is een mierensoort uit de onderfamilie van de schubmieren (Formicinae). De wetenschappelijke naam van de soort is voor het eerst geldig gepubliceerd in 1937 door Kennedy & Dennis.